# Touch the Sky
"Touch the Sky" é um single de Kanye West com participação de Lupe Fiasco, lançado em 7 de março de 2006. Foi lançado como o quarto single do álbum Late Registration. 
À data de janeiro de 2025, o videoclipe desta canção está no 15. lugar do videoclipe mais caro de todos os tempos - estando "empatado" com outros 15 videoclipes (ajustado à inflação atual, está no 40.º lugar) -, tendo custado 1.000.000 dólares. Ele conta com a participação das atrizes Nia Long e Pamela Anderson.